# سهل الشلف السفلي
سهل الشلف السفلي هو سهلٌ يقعُ في الجزائر وتحديدًا في الشمال الغربي بين ولايتي الشلف وغليزان.

## التسمية
يأتي اسم السهل من وادي الشلف.

## الجغرافيا

### الموقع
يقع سهل الشلف السفلي في حوض وادي الشلف الذي يُشكّل الجزء الغربي من الوادي ومستجمع مياه الشلف. الجزء الغربي من سهل الشلف السفلي هو جزء من مستجمعات المياه في مينا و يغطي سهل الشلف 16 بلدية من ولايتي غليزان والشلف بمساحة تقريبية تبلغ 650 كم².

## البلديات المعنية
- جديوية
- سيدي خطاب
- الحمادنة
- أولاد سيدي الميهوب
- حمري
- جديوية
- وادي ارهيو
- واريزان
- المرجة
- الصبحة
- بوقادير
- واد سلي
- الشطية
- أولاد فارس
- الشلف
- أم دروع
- لبيض مجاجة

## معرض صور

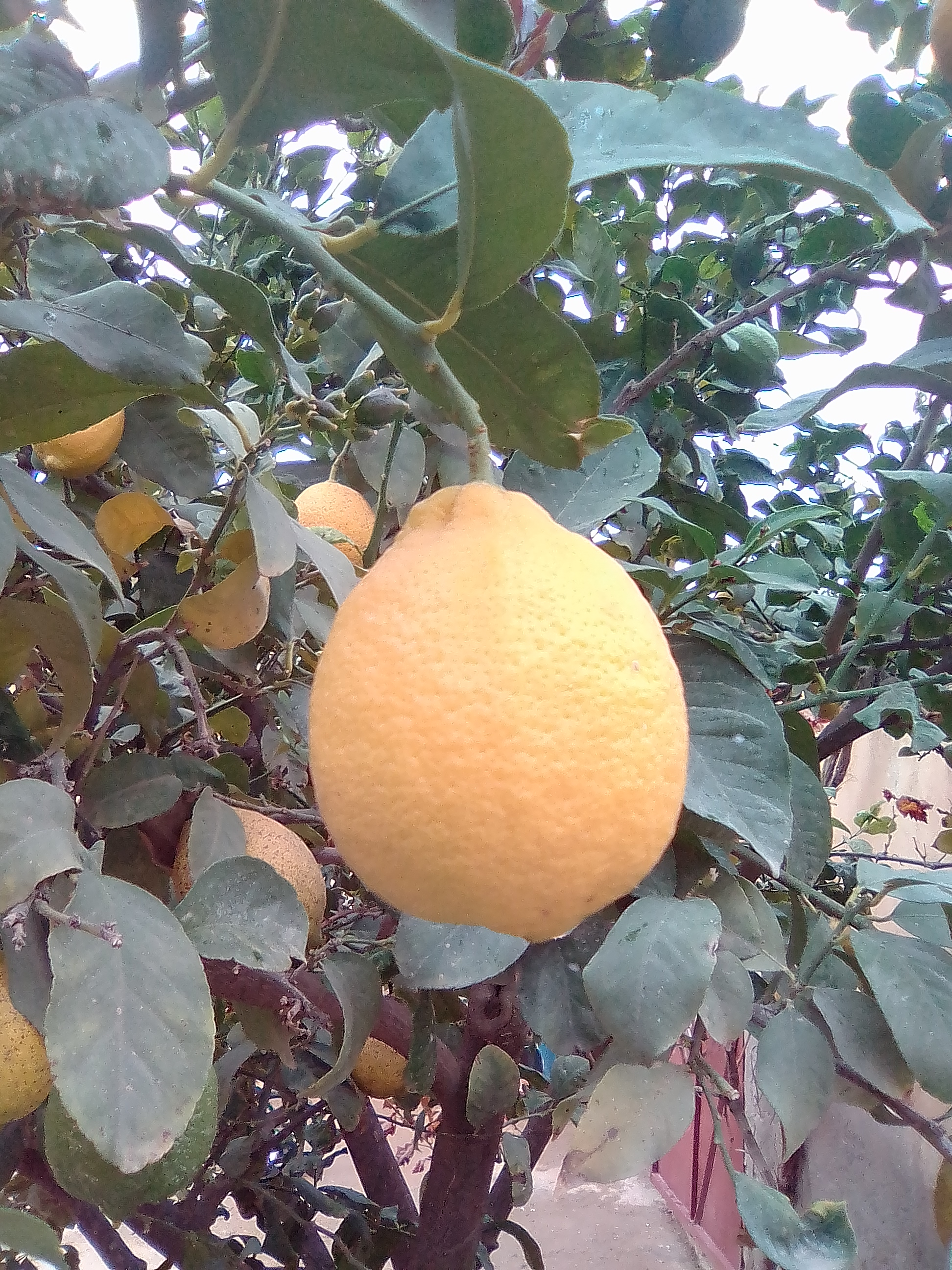
حمضيات ببوقادير
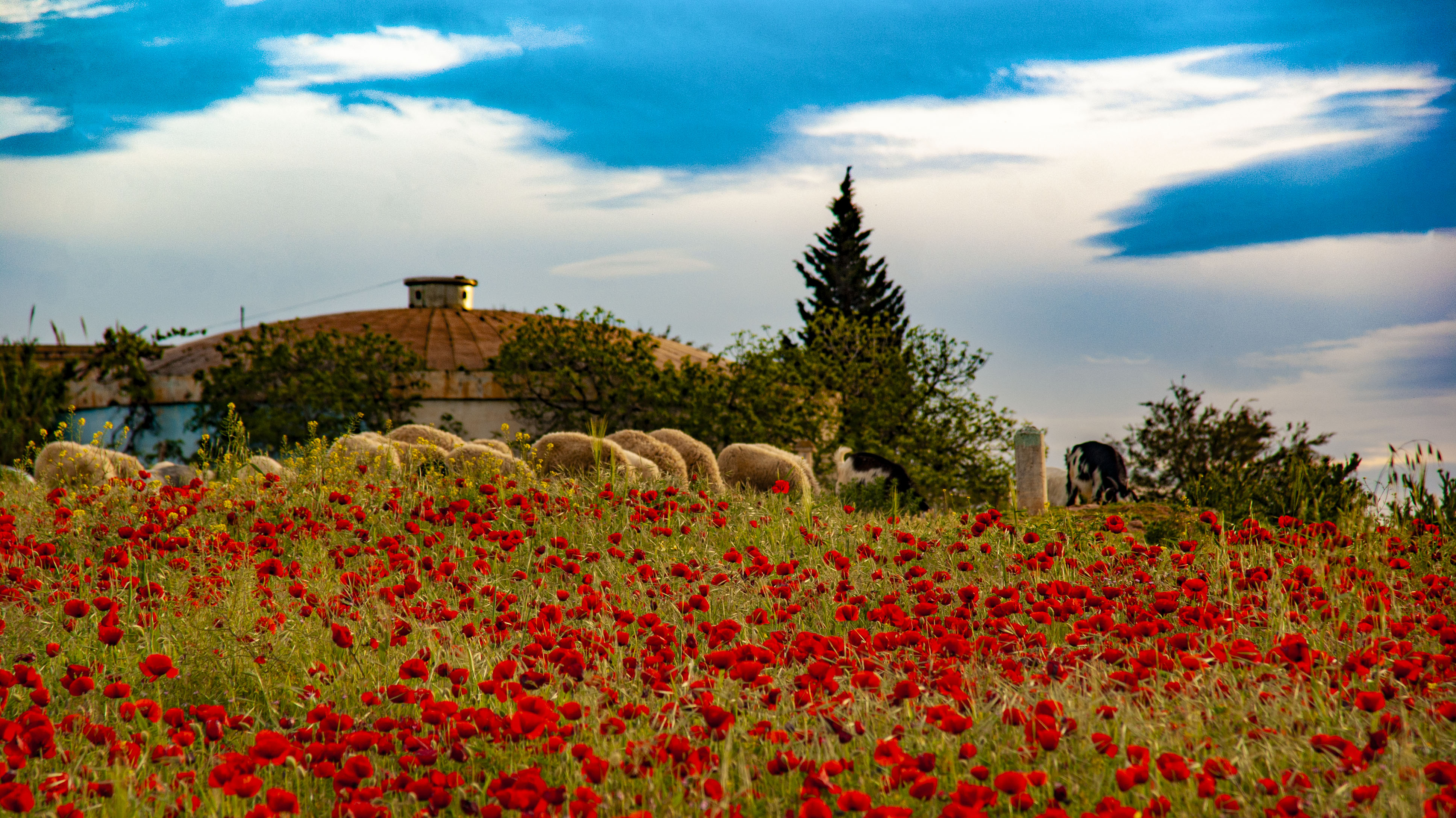
سهل بالحمادنة